# Girolamo Parabosco
Girolamo Parabosco (cca 1524 Piacenza – 21. dubna 1557 Benátky) byl italský varhaník, spisovatel, dramatik a básník.

## Životopis
Narodil se v Piacenze jako syn slavného varhaníka Vincenza Parabosca. Málo se ví o jeho dětství, ale určitě přišel brzy do Benátek studovat hudbu a byl zmíněn jako student Adriana Willaerta, zakladatele benátské školy, koncem roku 1541.
V roce 1546 navštívil Florencii, kde byl hostem Francesca Corteccia, nejslavnějšího hudebníka města, který působil na dvoře Medicejských. Po období cestování mezi městy severní Itálie se Girolamo vrátil do Benátek. Stal se hlavním varhaníkem v San Marco, které se v té době stávalo jednou z hlavních hudebních institucí v Itálii, a kde zůstal až do své smrti v roce 1557.
Psal básně, komedie v próze napodobující Pietra Aretina (Ermafrodit, Contenti a Fantesca). Nejznámější je jeho dílo I diporti (1552), sbírka povídek, ve kterých těžil z úspěchů Giovanniho Boccacia a Mattea Bandella, napodobujíc jejich novely jak formou, tak i obsahem. Učení a urození muži si vyprávějí příběhy v chýši nad benátskými lagunami, když se vydali na rybolov. Literární historikové ho řadili do skupiny novelistů benátských, z nichž vynikli zejména státník Sebastiano Erizzo z Verony, kdysi člen benátské Rady Deseti, Giovani Francesco Straparola z Caravaggia, autor proslulých novel aj.
Ze skladeb Parabosca se dochovala kniha madrigalů pro pět hlasů, vydaná v Benátkách v roce 1546, a čtyři další madrigaly vydané v letech 1541 a 1544, jakož i několik instrumentálních skladeb. Styl madrigalů je podobný Adrianu Willaertovi, ale je více polyfonní a podobnější motetům než italským madrigalům ze 40. let 15. století. Jednou z jeho instrumentálních skladeb je ricercare na základě gregoriánského introitu "Da Pacem"; bylo možné, že vznikla u příležitosti ukončení válečných akcí mezi Benátkami a Osmanskou říší.

## Dílo
- Quattro libri Delle Lettere Amorose di M. Girolamo Parabosco. In Vinegia: appresso Gabriel Giolito de’Ferrari, 1569
- Il pellegrino comedia – di M. Girolamo Parabosco. In Venetia: Appresso Marc Antonio Bonibelli, 1596
- I Diporti – del sig. Gieronimo Parabosco. In Venetia: appresso Antonio Riccardi, 1607

### V češtině
- O dvou mladících Sienských – úvod František Sekanina, př. Jaroslav Dohnal; in: 1000 nejkrásnějších novel... č. 80. Praha: J. R. Vilímek, 1915